# Северна инвестиционна банка
Северна инвестиционна банка (на английски: Nordic Investment Bank) е международна финансова институция със седалище в Хелзинки, създадена през 1976 г.
Основната ѝ цел е предоставянето на средносрочни и дългосрочни заеми, както и гаранции за дългово финансиране на инвестиционни проекти. Компанията инвестира в развитието на производствената индустрия, инфраструктура, транспорт, телекомуникации, енергетика, трансгранични сливания и придобивания, малки и средни предприятия и други. Дейността ѝ се простира както на територията на държавите членуващи в институцията, така и в Африка, Европа, Азия, Южна и Северна Америка.

## История
Северна инвестиционна банка започва работа през август 1976 година, създадена от взаимодействието между Финландия, Дания, Исландия, Норвегия и Швеция, започнало през 1975 година. През 1977 година банката излиза на международните финансови пазари, където си осигурява и първият заем в размер на 40 милиона долара, като същевременно стартира отпускането на кредити. През 1982 година e удостоена с първокласен кредитен рейтинг AAA/Aaa заради дългосрочните ѝ облигации, а година по-късно подписва първото си споразумение за инвестиционен заем извън територията на държавите членки на институцията.
След разпадането на СССР компанията играе активна роля в Балтийските републики, подпомагайки изграждането на частния сектор в тях. Първият инвестиционен заем, предназначен за частния сектор на държави нечленки на организацията, е подписан през 1994 година, а през 1996 година са закупени акции в инвестиционните банки на Литва, Латвия и Естония. През 2005 година тези 3 бивши съветски републики се присъединяват като членки към СИБ.

## Стратегия
Основната цел на банката е осигуряването на стабилен дългосрочен растеж, чрез финансиране на инвестиционни проекти, подобряване на конкурентоспособността и съхраняване на околната среда в името на висок стандарт на живот и просперитет на гражданите.
Конкурентоспособността е разглеждана като основен фактор, чието оптимизиране би довело до растеж на икономиките на държавите членки. Средствата за постигането на тази задача се състоят в увеличаване на добавената стойност на всеки произвеждан продукт, посредством вложения физически и умствен труд в работния процес.
Устойчивото развитие на икономиката е пряко свързано с опазването на околната среда и подобряването ѝ, съпроводено от разумно използване на нейните ресурси. Основни приоритети в тази насока са стимулирането на чисто производство и разумно управление на ресурсите, използване на безвредни технологии, редуциране на вредните емисии и използване на енергия от възобновяеми източници. Банката не участва във финансирането на проекти, които са в разрез с гореизложените ѝ приоритети.

## Дейност
СИБ притежава най-високия възможен кредитен рейтинг AAA/Aaa, присъден ѝ от водещи агенции като Moody’s и Standard & Poor's. За 2011 година печалбата на финансовата институция възлиза на 194 милиона евро, трансферирана в Главния фонд за рисково кредитиране. През същата година е гласувано увеличение на капитала с 2 милиарда евро, достигайки общо до 6,1 милиарда евро, което позволява разнообразяването на инвестиционното портфолио на банката, въпреки световната финансова криза. Подписани са 47 споразумения за заеми на обща стойност 2,6 милиарда евро за цялата 2011 година. 90% от тях характеризирани като силно подкрепящи конкурентоспособността и подобряването на околната среда.
Взаимодейства си с финансови институции като Европейската инвестиционна банка, Международния фонд за селскостопанско развитие, Фонда на OPEC за международно развитие, Северния фонд за развитие и Ислямската банка за развитие.

## Държави членки
Северната инвестиционна банка е собственост на 8 държави:
- Финландия
- Дания
- Швеция
- Норвегия
- Исландия
- Литва
- Латвия
- Естония

## Управление
Главният управляващ орган е Бордът на управителите, чиито членове се излъчват от всяка една от държавите членки на финансовата инстутуция. Надзорът се осъществява от Комисия по контрола. Решенията свързани с поклитиката на банката, както и одобрението на предложенията от президента се извършват от Борда на директорите. Президентът и управляващ директор е отговорен за изпълнението на текущите операции, подпомаган от комисии по мениджмънта, кредитирането, финансите и информационните и комуникационните технологии. Общият брой на персонала наброява 170 души.